# Echidnopsis specksii
Echidnopsis specksii är en oleanderväxtart som beskrevs av T.A.Mccoy. Echidnopsis specksii ingår i släktet Echidnopsis och familjen oleanderväxter. Inga underarter finns listade i Catalogue of Life.